# Calamity Jane (film)
Calamity Jane – amerykańska komedia muzyczna osadzona w scenerii westernu, luźno nawiązująca do biografii słynnej kobiety-rewolwerowca Calamity Jane.

## Treść
Akcja toczy się w drugiej połowie XIX wieku w mieście Deadwood City w stanie Dakota. Główną bohaterką jest Calamity Jane, kobieta, która lepiej niż wielu mężczyzn jeździ konno i strzela z broni. Pewnego dnia do miasta przybywa piękna aktorka, która staje się obiektem westchnień wszystkich mężczyzn. Jej wielbicielem jest też przystojny porucznik kawalerii, który od dawna był obiektem westchnień Calamity. Wywołuje to u niej zazdrość.

## Główne role
- Doris Day – Calamity Jane
- Howard Keel – Dziki Bill Hickok
- Allyn Ann McLerie – Katie Brown
- Philip Carey – porucznik Danny Gilmartin
- Dick Wesson – Francis Fryer
- Paul Harvey – Henry Miller
- Chubby Johnson – Rattlesnake
- Gale Robbins – Adelaide Adams